# 内毒素
内毒素（ないどくそ、英語: endotoxin）とは、グラム陰性菌の細胞壁の成分であるリポ多糖（Lipopolysaccharide、LPS）のことで、積極的には分泌されない毒素を指す。英語名をそのまま用い、エンドトキシンとも呼ぶ。

## 作用
内毒素の主な生物学的作用は、致死性ショック、発熱、補体の活性化、白血球の活性化、接着分子発現や血管内皮細胞の障害、汎発性血管内凝固（DIC）、抗体産生促進、食菌の促進などである。発熱作用から外因性発熱物質（pyrogen）とも呼ばれる。補体の活性化を除いて、これらの作用のほとんどはサイトカインが介在している。
要約すると下記の通りである。
- グラム陰性菌の細胞壁の外膜に存在しており、物質的にはリポ多糖である。毒素の活性本体はその中のリピドA構造であり、耐熱性があり、抗原性はほとんどない。
- 菌体の破壊によって遊離される。
- 菌の種類によらず生物学的活性はほとんど同じである。
- マクロファージなどの細胞表面のToll様受容体(TLR)-4に結合して細胞を活性化する。
- その結果、サイトカインが産生され多くの生物活性が発現する。
- 敗血症性ショックを起こす。
- 破骨細胞を活性化し骨吸収を促進する。
- シュワルツマン反応を引き起こす。
- 検出法としてカブトガニの血球抽出液を用いるリムルステストが用いられている。ただし、リムルステストは真菌の細胞壁成分であるβ-グルカンでも陽性を示す。そこで、エンドトキシン特異的方法が開発され、敗血症の補助的診断法として用いられている。

ある種のβ-ラクタム系抗生物質の投与によりグラム陰性菌が破壊されると、生体に内毒素が放出されることによりエンドトキシンショックを引き起こすことがある（抗生物質誘導性エンドトキシンショック）。

## その他
医薬品は内毒素による汚染がないこと（パイロジェンフリー、pyrogen free）が重要である。細菌を用いて調製した医薬品（組み換えタンパク質、遺伝子治療に用いるDNAなど）では内毒素を完全に除去することが不可欠である。